# Savigny-Lévescault
Savigny-Lévescault ist eine französische Gemeinde mit 1.247 Einwohnern (Stand: 1. Januar 2022) im Département Vienne in der Region Nouvelle-Aquitaine (vor 2016: Poitou-Charentes); sie gehört zum Arrondissement Poitiers und zum Kanton Chasseneuil-du-Poitou (bis 2015: Kanton Saint-Julien-l’Ars). Die Einwohner werden Savignois genannt.

## Geographie
Savigny-Lévescault liegt etwa elf Kilometer ostsüdöstlich von Poitiers. Umgeben wird Savigny-Lévescault von den Nachbargemeinden Saint-Julien-l’Ars im Norden und Nordosten, Tercé im Osten, Fleuré im Südosten, Nieuil-l’Espoir im Süden sowie Mignaloux-Beauvoir im Westen und Nordwesten.

## Bevölkerungsentwicklung
| Jahr                      | 1962 | 1968 | 1975 | 1982 | 1990 | 1999 | 2006 | 2013 |
| Einwohner                 | 494  | 460  | 494  | 631  | 801  | 939  | 991  | 1120 |
| Quelle: Cassini und INSEE |      |      |      |      |      |      |      |      |

## Sehenswürdigkeiten
- Kirche Saint-Pierre-Saint-Paul
- Schloss La Touche